# Rangendingen
Rangendingen ist eine Gemeinde im Zollernalbkreis in Baden-Württemberg.

## Geographie

### Geographische Lage
Rangendingen liegt zwischen Hechingen und Haigerloch im Tal der Starzel.

### Gemeindegliederung
Die Gemeinde besteht aus den Ortsteilen Rangendingen (4.389 Einwohner), Bietenhausen (490 Einwohner) und Höfendorf (514 Einwohner) (Einwohnerzahlen Stand 31. Dezember 2022). Bietenhausen und Rangendingen bestehen jeweils nur aus den gleichnamigen Dörfern. Zum Ortsteil Höfendorf gehören das Dorf Höfendorf und das Gehöft Vogelherdhof.

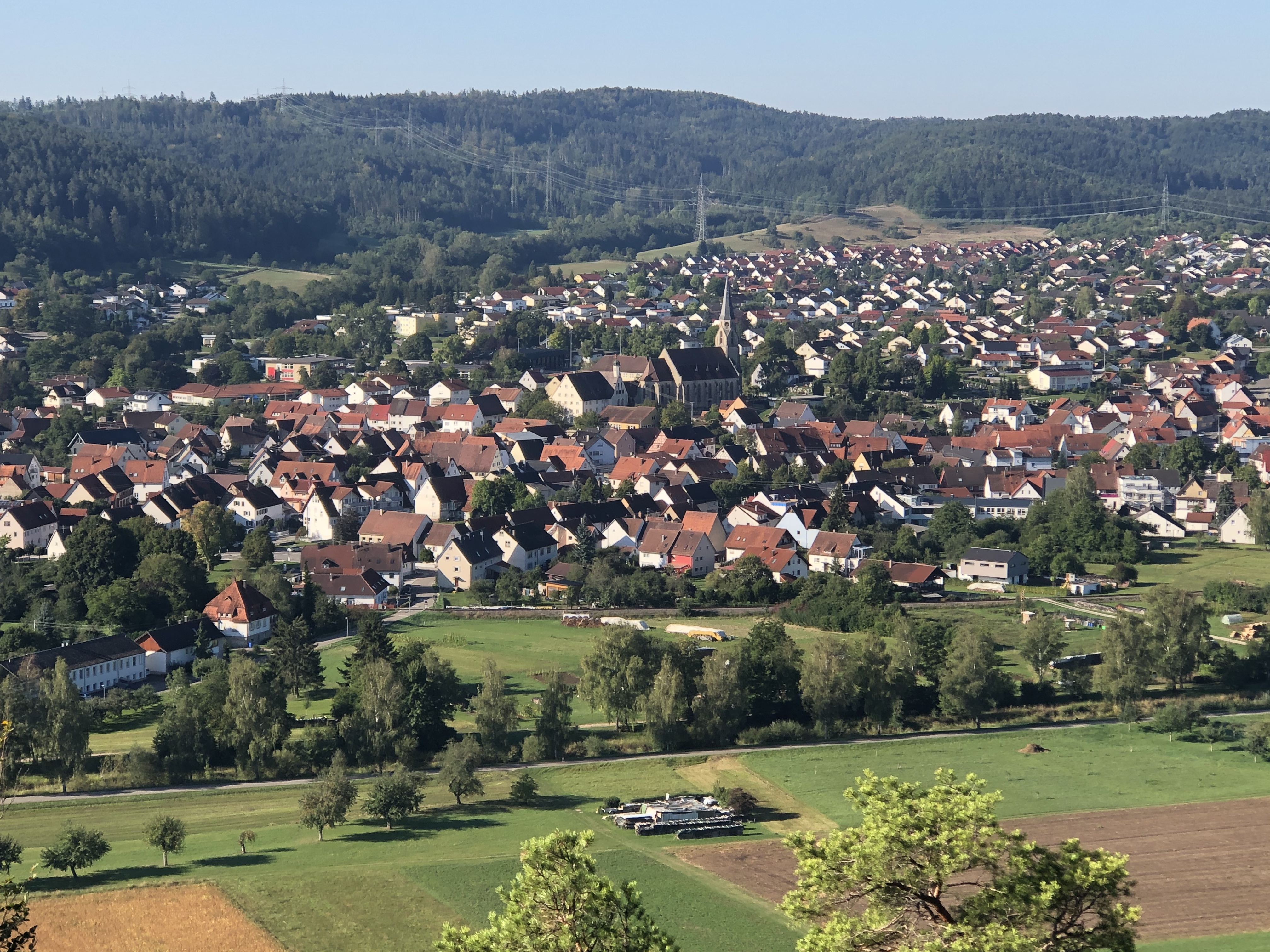
Rangendingen vom Burgstall Hohenrangendingen aus gesehen.

### Nachbargemeinden
Rangendingen grenzt im Osten an Hechingen, im Süden an Grosselfingen, im Westen an Haigerloch und im Norden an den Landkreis Tübingen mit den Gemeinden Starzach, Rottenburg am Neckar und Hirrlingen.

### Schutzgebiete
Rangendingen hat Anteile an den beiden Naturschutzgebieten Espenloch-Hintere Halde und Kapfhalde. Der nordöstliche Gemeindeteil liegt im Landschaftsschutzgebiet Mittleres Starzeltal. Zudem hat die Gemeinde Anteile an den FFH-Gebieten Neckar und Seitentäler bei Rottenburg und Rammert.

## Geschichte
| Rangendingen | Rangendingen wurde schon 795 urkundlich erwähnt. Das Schriftstück ist eine Schenkungsurkunde, verfasst vom Priester Audacar für einen gewissen Heriker, der zu seinem Seelenheil der Peterskirche zu „Rangodinga“ alles schenkte, was er hier besaß. Diese Urkunde mit der Ersterwähnung Rangendingens ist im Kloster St. Gallen erhalten geblieben. Auf der Anhöhe „Hochburg“ finden sich noch geringe Reste der Burg Hohenrangendingen aus dem 13. Jahrhundert. |
| Höfendorf    | Der Ortsteil Höfendorf wird erstmals 1095 in einer Schenkungsurkunde des Klosters Alpirsbach erwähnt. |
| Bietenhausen | Der Ortsteil Bietenhausen wird erst 1275 mit Sicherheit nachgewiesen. |

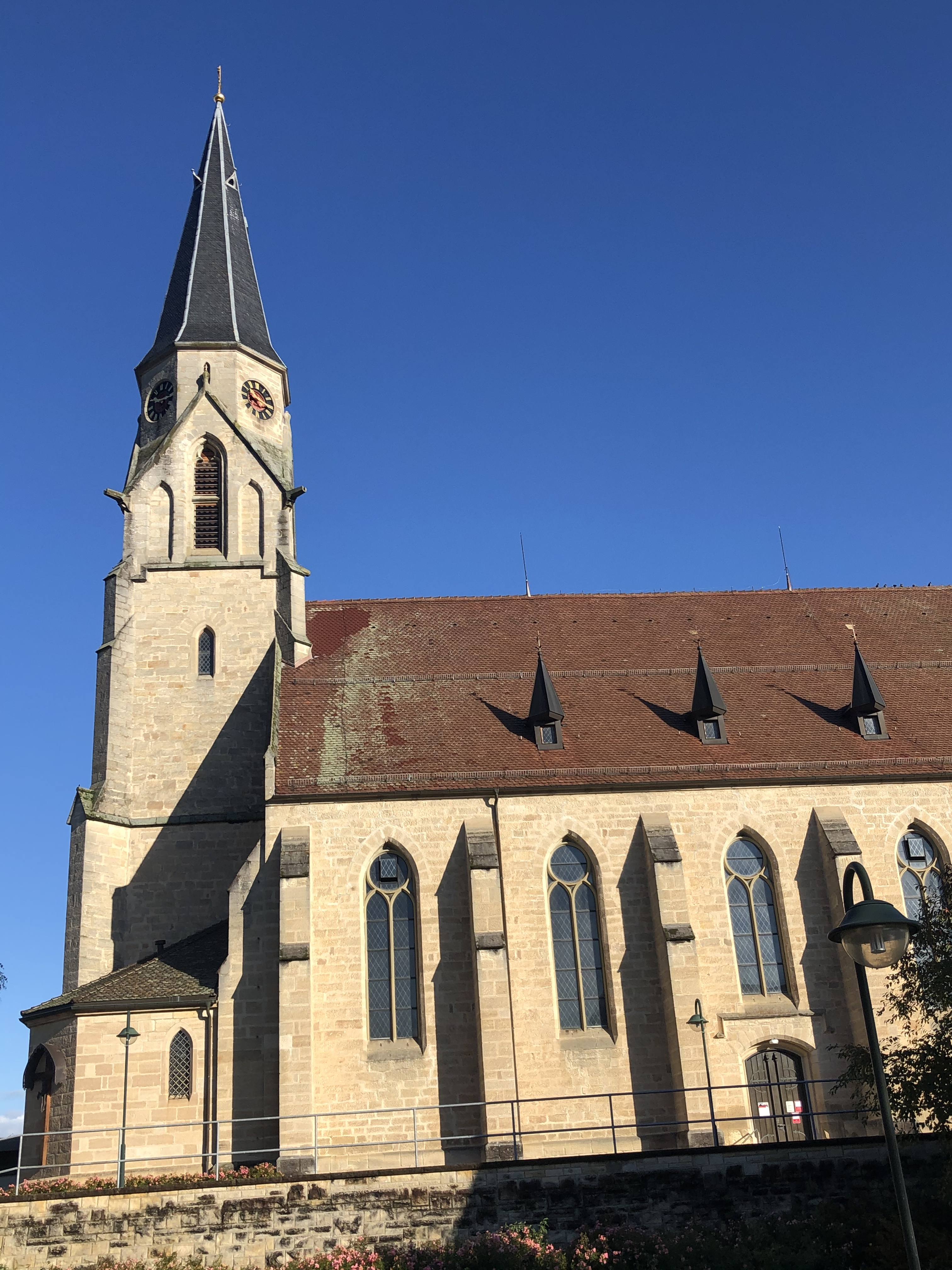
St. Gallus in Rangendingen

Bietenhausen und Höfendorf wurden am 1. April 1972 nach Rangendingen eingemeindet.

## Politik

### Raumplanung
Rangendingen gehört zusammen mit Hechingen, Burladingen, Bisingen, Haigerloch, Grosselfingen und Jungingen als Teil der Raumordnungs- und Planungsregion Neckar-Alb zum Mittelbereich Hechingen und ist zusammen mit Jungingen Mitglied der Verwaltungsgemeinschaft Hechingen.

### Gemeinderat
Der Gemeinderat in Rangendingen hat 19 Mitglieder. Der Gemeinderat besteht aus den gewählten ehrenamtlichen Gemeinderäten und dem Bürgermeister als Vorsitzendem. Der Bürgermeister ist im Gemeinderat stimmberechtigt. Die Kommunalwahl am 9. Juni 2024  führte zu folgendem vorläufigen Endergebnis. Die Wahlbeteiligung lag bei 64,8 %.
| Partei/Liste              | 2024   | 2024   | 2019   | 2019   |
| Partei/Liste              | Anteil | Sitze  | Anteil | Sitze  |
| ------------------------- | ------ | ------ | ------ | ------ |
| Rangendinger Bürger       | 51,1 % | 10     | 54,0 % | 10     |
| Freie Wähler Rangendingen | 48,9 % | 9      | 46,0 % | 8      |
| Wahlbeteiligung           | 64,8 % | 64,8 % | 59,4 % | 59,4 % |

### Bürgermeister
Im Februar 2016 wurde Johann Widmaier für eine dritte Amtszeit wiedergewählt. Nachdem Widmaier vor Ablauf der Legislaturperiode seinen Rücktritt erklärt hatte, wurde Manfred Haug am 13. Dezember 2020 mit knapp 89 % der Stimmen zu seinem Nachfolger gewählt. Er trat das Amt am 1. Februar 2021 an.

## Wirtschaft und Infrastruktur

### Industrie und Gewerbe
Der Verpackungsmittelhersteller Tubex hat seinen Hauptsitz in Rangendingen. Der Bekleidungshersteller Trigema unterhält in Rangendingen ein Zweigwerk mit Werksverkauf und einer Tankstelle.

### Verkehr
Der Öffentliche Nahverkehr wird durch den Verkehrsverbund Neckar-Alb-Donau (NALDO) gewährleistet. Die Gemeinde befindet sich auf der Wabengrenze 329/332.

### Stromversorgung
Das Stromnetz in der Gemeinde wird von der EnBW Regional AG betrieben.

### Gasversorgung
Das Erdgasnetz wird von der FairEnergie GmbH betrieben, einem Tochterunternehmen der Stadtwerke Reutlingen GmbH und der EnBW Kommunale Beteiligungen GmbH.

### Wasserversorgung
Der Bezug des Trinkwassers erfolgt über den Zweckverband Starzel-Eyach-Wasserversorgungsgruppe mit Sitz in Haigerloch. Das Trinkwasser wird aus dem Wasserwerk Hirrlinger Mühlen in Bietenhausen geliefert.

### Sport
Der Stausee wird als Badesee genutzt. Ehrenamtliche Rettungsschwimmer gewährleisten die Sicherheit am Wochenende als Badeaufsicht. Es gibt eine Flachwasserzone für Kinder, einen Barfußpfad und ein Beachvolleyballfeld.

## Söhne und Töchter der Gemeinde
- Jakob Hermann (1872–1952), Politiker (Zentrum, CDU), Landtagsabgeordneter